# Porträtt av påve Julius II
Porträtt av påve Julius II är en oljemålning av den italienske renässanskonstnären Rafael. Ursprungsversionen målades 1511 och ingår sedan 1824 i samlingarna på National Gallery i London. 
Julius II, som var påve 1503–1513, gjorde Rom till ett centrum för renässanskonsten. Han var en frikostig mecenat och gav Donato Bramante i uppdrag att rita Peterskyrkan och Michelangelo att måla Sixtinska kapellet. År 1508 lockade han Rafael till Rom och gav konstnären i uppdrag att smycka de påvliga gemaken i Vatikanen samt utföra detta porträtt. 
Detta porträtt kan dateras med hjälp av påvens skägg som han lät växa ut i december 1510 sedan han drabbats av sjukdom samtidigt som franska trupper trängt långt in i Italien och erövrat Bologna. Han lovade att förbli orakad till det att fransmännen kastats ut vilket inträffade i mars 1512 då påven följdriktigt rakade av sig skägget. Han är avbildad sittande på en praktfull stol av trä som är dekorerad med snidade ekollon i dess övre del. Detta anspelar på att påven tillhörde ätten Della Rovere vars namn är italienska för ek och trädet ingår även i deras vapenbild.   
Rafaels porträtt var berömt redan i hans samtid och blev stilbildande för påveporträtt. Rafael och hans verkstad målade åtminstone två kopior; den första utfördes 1511–1512 och är sedan 2010 utställd på Städelsches Kunstinstitut i Frankfurt och den andra dateras till 1512 och ingår i Uffiziernas samlingar i Florens. Konstnärer som tog intryck av porträttet var bland annat Tizian – vars kopia av tavlan är utställd på Palazzo Pitti – och Diego Velázquez, som 1650 avbildade påve Innocentius X på samma sätt, sittande i trekvartsfigur. 

## Bildgalleri

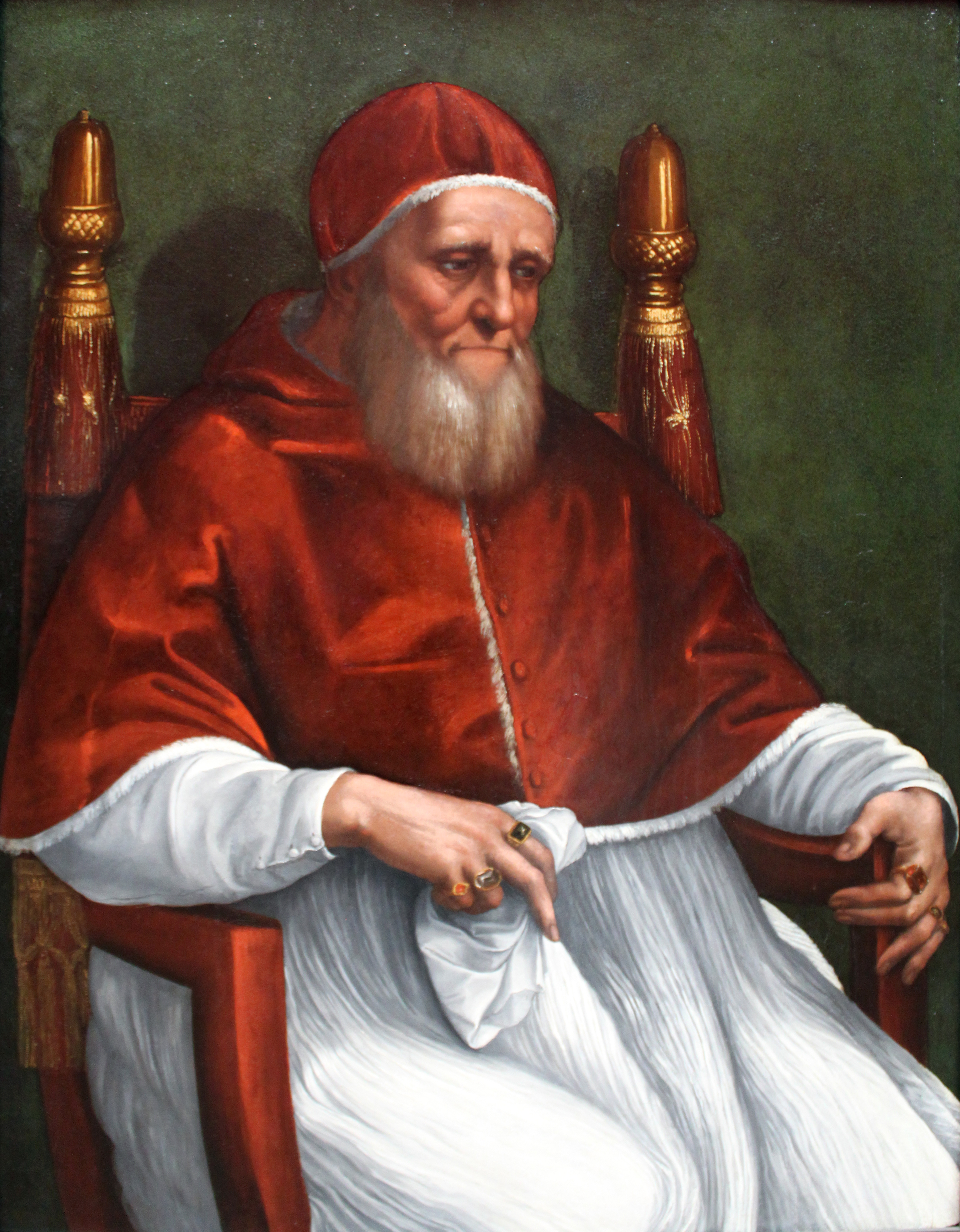
Städelsches Kunstinstituts version attribueras Rafael och hans verkstad och dateras till 1511–1512. Olja på pannå, 105,6 x 78,5 cm.
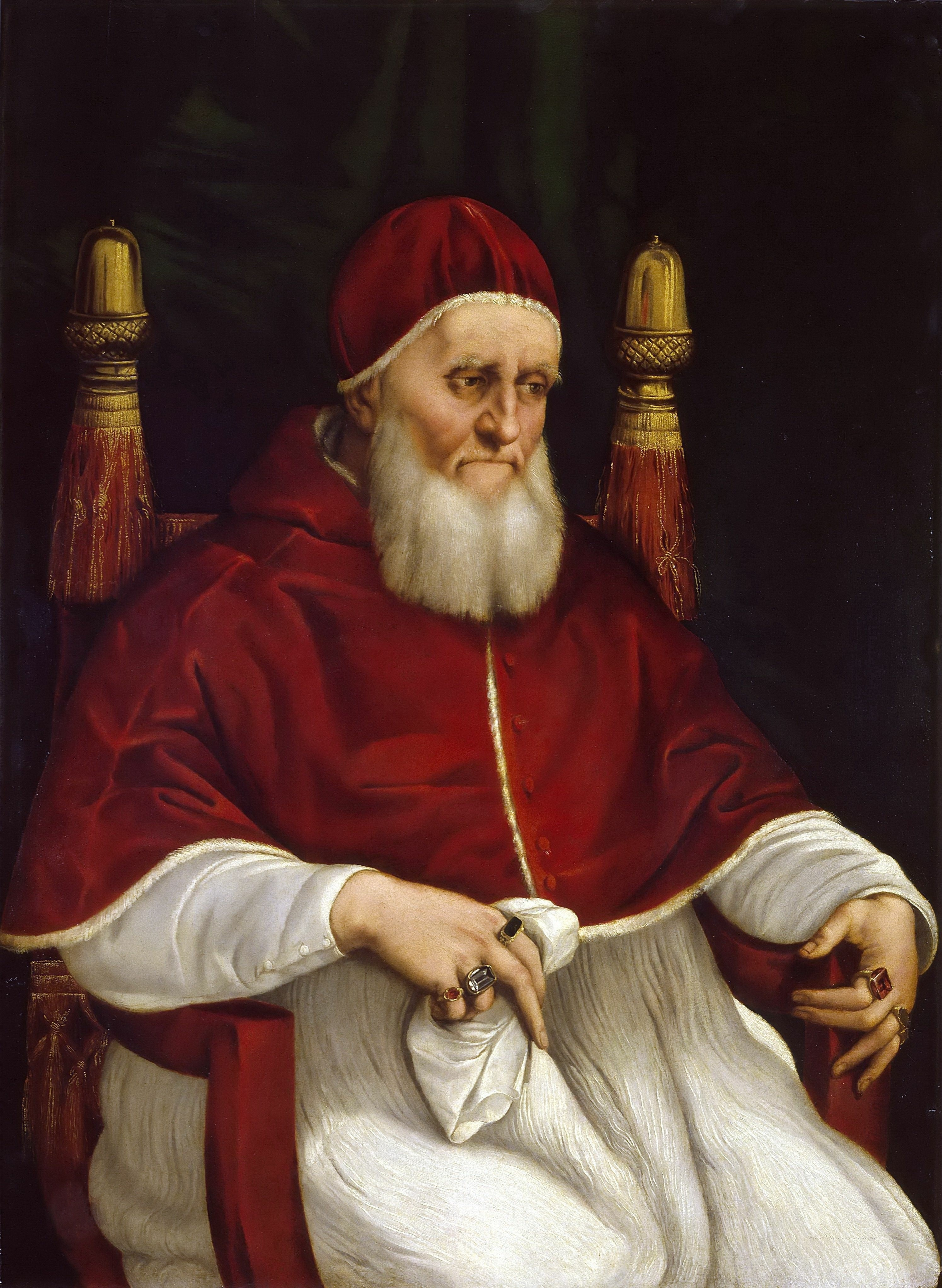
Uffiziernas version attribueras till Rafaels verkstad och dateras till 1512. Tempera på pannå, 107 x 80 cm.
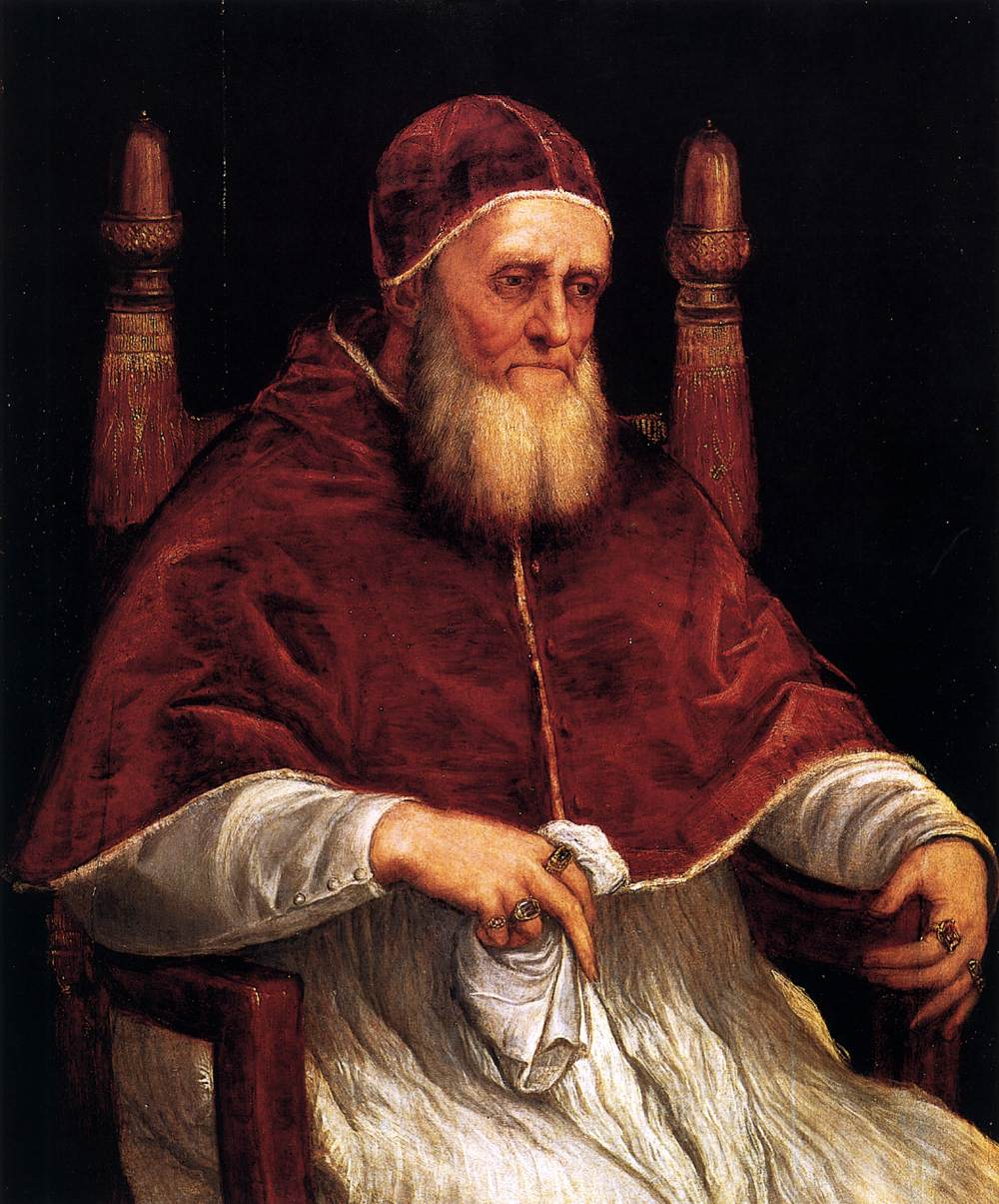
Palazzo Pittis version attribueras till Tizian och dateras till 1545–1546. Olja på pannå, 99 x 82 cm.
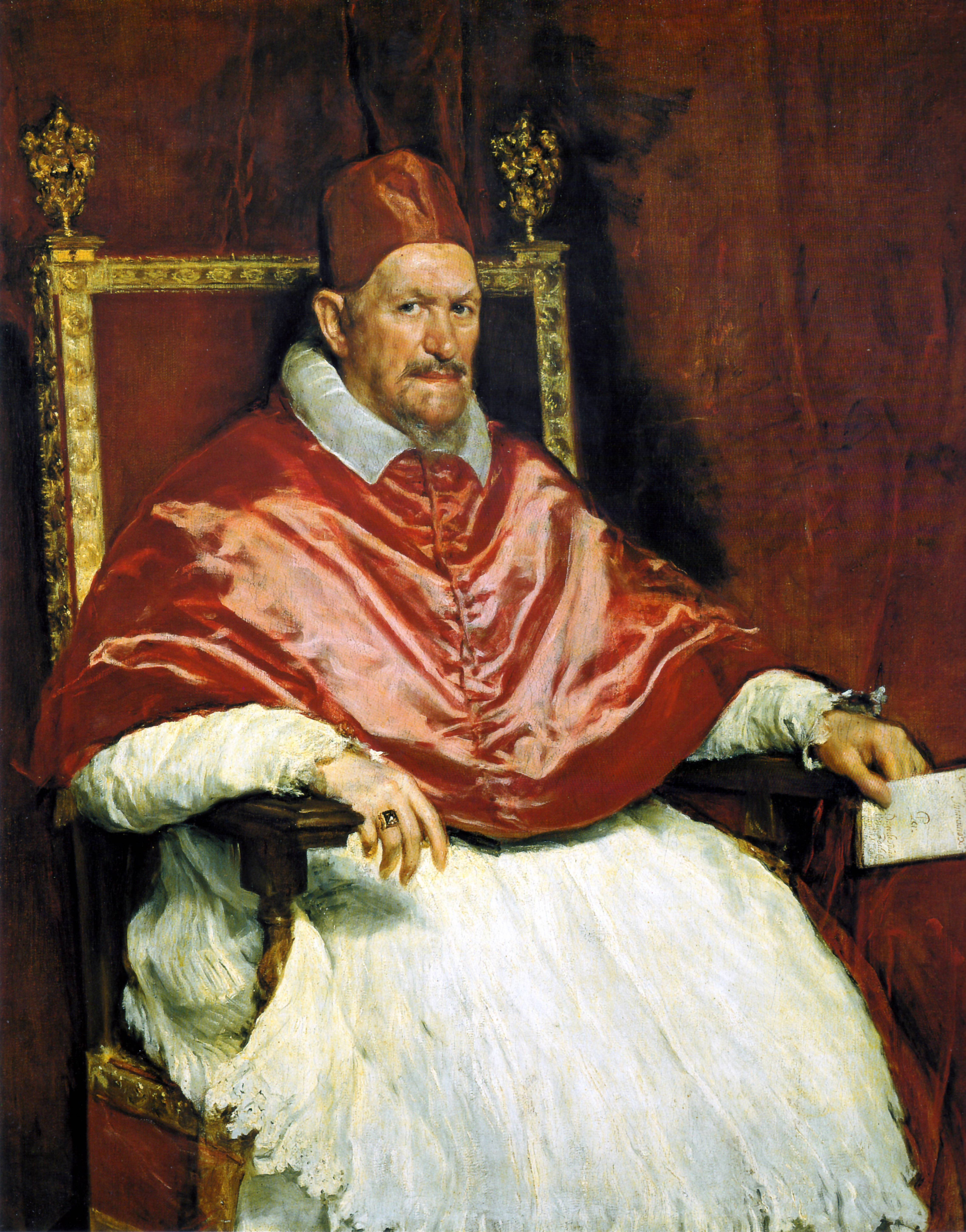
Diego Velázquez Porträtt av påve Innocentius X från 1650.